# نوية (توجردي)
نویة (بالفارسية: نویه) هي قرية تقع في إيران في قسم توجردي الريفي. يقدر عدد سكانها بـ 753 نسمة بحسب إحصاء 2016.